# Dardano Sacchetti
Pour les articles homonymes, voir Sacchetti.
Dardano Sacchetti est un scénariste italien né le 27 juin 1944 à Montenero di Bisaccia dans le Molise.

## Biographie
Dardano Sacchetti est né à Montenero di Bisaccia mais il a grandi à Rome. Ses parents se rendaient aux cinémas romains plusieurs fois par semaine et emmenaient leur fils avec eux. Très tôt, le jeune Dardano est marqué par les films américains comme Le Grand Couteau avec Jack Palance et surtout Des monstres attaquent la ville, un film qui est « resté dans son ADN » pour sa progression narrative particulière à la croisée de plusieurs genres, le film policier, la science-fiction ou le film-catastrophe.
Il se fait connaître en écrivant le scénario d'un film giallo de Dario Argento intitulé Le Chat à neuf queues. Le film est un succès et se place en 8e position du box-office italien de 1970-71 avec 6,5 millions d'entrées et 2,4 milliards de lires de recettes. La suite de sa carrière se caractérise par des films violents et fantastiques comme La Baie sanglante, Démons, La Maison près du cimetière ou Frayeurs, des films à suspense comme L'Emmurée vivante, des poliziotteschi pleins d'humour noir et de cynisme comme Brigade spéciale ainsi que des films gothiques comme L'Au-delà. Il a été un auteur reconnu du cinéma de genre et populaire italien, collaborant notamment avec Lucio Fulci, Umberto Lenzi, Mario Bava et son fils Lamberto. Il est le créateur de Poubelle (Er Monnezza en VO), un personnage populaire de truand interprété par Tomás Milián dans plusieurs poliziotteschi des années 1970, notamment dans la trilogie Le Clan des pourris, L'exécuteur vous salue bien et Échec au gang.
À la suite de la baisse de fréquentations des cinémas italiens dans les années 1980, Dardano Sacchetti a écrit davantage pour la télévision. En 2017, il était encore actif dans l'écriture de scénarios.
Pendant de nombreuses années, il est chroniqueur dans la revue mensuelle de cinéma Nocturno et bénéficiait d'une page personnelle sur le site web de la revue, intitulé L'accademia di Dardano, où il répondait aux questions des membres et parlait de son travail d'écrivain. En 2013 et 2013, il a été l'invité d'honneur du festival international du film de Kimera, qui se tient chaque année à Termoli dans le Molise.

## Filmographie en tant que scénariste

### Cinéma
- 1971 : Le Chat à neuf queues (Il gatto a nove code) de Dario Argento
- 1971 : La Baie sanglante (Reazione a catena) de Mario Bava
- 1974 : Brigade volante (Squadra volante) de Stelvio Massi
- 1975 : Brigade spéciale (Roma a mano armata) d'Umberto Lenzi
- 1975 : Un flic voit rouge (Mark il poliziotto) de Stelvio Massi
- 1975 : Marc la gâchette (Mark il poliziotto spara per primo) de Stelvio Massi
- 1975 : Un flic hors-la-loi (L'uomo della strada fa giustizia) d'Umberto Lenzi
- 1976 : Agent très spécial 44 (Mark colpisce ancora) de Stelvio Massi
- 1976 : Magnum 44 spécial (La legge violenta della squadra anticrimine) de Stelvio Massi
- 1976 : La Mort en sursis (Il trucido e lo sbirro) d'Umberto Lenzi
- 1977 : Calibre magnum pour l'inspecteur (Napoli si ribella) de Michele Massimo Tarantini
- 1977 : L'exécuteur vous salue bien (La banda del trucido) de Stelvio Massi
- 1977 : L'Emmurée vivante (Sette note in nero) de Lucio Fulci
- 1977 : Les Démons de la nuit (Schock) de Mario Bava
- 1977 : Le Cynique, l'Infâme et le Violent (Il cinico, l'infame, il violento) d'Umberto Lenzi
- 1977 : Équipe spéciale (La polizia è sconfitta) de Domenico Paolella
- 1978 : L'Enfer des zombies (Zombi 2) de Lucio Fulci
- 1979 : Pardon !... Vous êtes normal ? (Scusi, lei è normale?) d'Umberto Lenzi
- 1979 : L'importante è non farsi notare de Romolo Guerrieri
- 1980 : Frayeurs (Paura nella città dei morti viventi) de Lucio Fulci
- 1980 : Pulsions cannibales (Apocalypse domani) d'Antonio Margheriti
- 1980 : Héros d'apocalypse (L'ultimo cacciatore) d'Antonio Margheriti
- 1980 : La cameriera seduce i villeggianti d'Aldo Grimaldi
- 1980 : Inferno de Dario Argento
- 1981 : L'Au-delà (E tu vivrai nel terrore – L'aldilà) de Lucio Fulci
- 1981 : La Maison près du cimetière (Quella villa accanto al cimitero) de Lucio Fulci
- 1981 : Pierino il fichissimo d'Alessandro Metz
- 1982 : L'Éventreur de New York (Lo squartatore di New York) de Lucio Fulci
- 1982 : La Malédiction du pharaon (Manhattan baby) de Lucio Fulci
- 1982 : Amityville 2 : Le Possédé (Amityville 2 – The Possession) de Damiano Damiani
- 1982 : La Guerre du fer (La guerra del ferro) d'Umberto Lenzi
- 1982 : Crime au cimetière étrusque (Assassinio al cimitero etrusco) de Sergio Martino
- 1982 : Les Guerriers du Bronx (1990 – I guerrieri del Bronx) d'Enzo G. Castellari
- 1983 : Les Exterminateurs de l'an 3000 (Il giustiziere della strada) de Giuliano Carnimeo
- 1983 : La Maison de la terreur (La casa con la scala nel buio) de Lamberto Bava
- 1983 : Thunder de Fabrizio De Angelis
- 1984 : Amazonia : La Jungle blanche (Inferno in diretta) de Ruggero Deodato
- 1984 : 2072, les mercenaires du futur (I guerrieri dell'anno 2072) de Lucio Fulci
- 1984 : Autorisé à tuer (Impatto mortale) de Fabrizio De Angelis
- 1984 : Les Guerriers du Bronx 2 (Fuga dal Bronx) d'Enzo G. Castellari
- 1984 : Le Monstre de l'océan rouge (Shark : Rosso nell'oceano) de Lamberto Bava
- 1984 : Uppercut Man (Cane arrabbiato) de Fabrizio De Angelis
- 1984 : Blastfighter, l'exécuteur de Lamberto Bava
- 1985 : Démons (Dèmoni) de Lamberto Bava
- 1985 : Prisonnières de la vallée des dinosaures (Nudo e selvaggio) de Michele Massimo Tarantini
- 1985 : Amazonia : La Jungle blanche (Inferno in diretta) de Ruggero Deodato
- 1985 : Thunder II - Le guerrier rebelle (Thunder 2) de Fabrizio De Angelis
- 1985 : Le Diable sur les collines (Il diavolo sulla collina) de Vittorio Cottafavi
- 1985 : Atomic Cyborg (Vendetta dal futuro) de Sergio Martino
- 1985 : Morirai a mezzanotte de Lamberto Bava
- 1986 : Le Camping de la mort (Camping del terrore) de Ruggero Deodato
- 1986 : Démons 2 (Demoni 2 – L'incubo ritorna) de Lamberto Bava
- 1986 : Aladdin (Superfantagenio) de Bruno Corbucci
- 1986 : Sensi de Gabriele Lavia
- 1987 : Il ragazzo dal kimono d'oro de Fabrizio De Angelis
- 1987 : Colpo di stato de Fabrizio De Angelis
- 1987 : Soldat de fortune (Soldier of Fortune (Soldato di ventura)) de Pierluigi Ciriaci
- 1987 : Spettri de Marcello Avallone
- 1988 : Delta Force Commando de Pierluigi Ciriaci
- 1988 : I predatori della pietra magica de Tonino Ricci
- 1988 : Ratman (Quella villa in fondo al parco) de Giuliano Carnimeo
- 1988 : Thunder 3 de Fabrizio De Angelis
- 1988 : Bye Bye Vietnam de Camillo Teti
- 1989 : Afghanistan: L'ultimo bus di guerra de Pierluigi Ciriaci
- 1989 : Cyborg, il guerriero d'acciaio de Giannetto De Rossi
- 1989 : Sanctuaire (La chiesa) de Michele Soavi
- 1989 : Killer Crocodile de Fabrizio De Angelis
- 1989 : I ragazzi del 42º plotone de Camillo Teti
- 1990 : Killer crocodile II de Giannetto De Rossi
- 1991 : Il ragazzo dal kimono d'oro 3 de Fabrizio De Angelis
- 1992 : L'angelo con la pistola de Damiano Damiani
- 1992 : Alibi perfetto d'Aldo Lado
- 1994 : L'Ours en peluche de Jacques Deray
- 2000 : Alex l'ariete de Damiano Damiani
- 2005 : The Torturer de Lamberto Bava
- 2008 : Bastardi (it) de Federico Del Zoppo et Andres Alce Meldonado
- 2008 : Il sangue dei vinti de Michele Soavi
- 2012 : Tulpa (Tulpa - Perdizioni mortali) de Federico Zampaglione
- 2014 : La madre (it) d'Angelo Maresca

### Télévision
- 1987 : Brivido Giallo: Una notte al cimitero de Lamberto Bava
- 1987 : Brivido Giallo: Per sempre de Lamberto Bava
- 1988 : Alta tension: Il maestro del terrore de Lamberto Bava
- 1989 : Brivido Giallo: La casa dell'orco de Lamberto Bava
- 1989 : Brivido Giallo: A cena con il vampiro de Lamberto Bava
- 1989 : Alta tension: Il gioko de Lamberto Bava
- 1990 : Il ritorno di Ribot (mini-série) de Pino Passalacqua
- 1993 : Due vite, un destino de Romolo Guerrieri
- 1995 : Butterfly de Tonino Cervi
- 1996 : Favola de Fabrizio De Angelis
- 1996 : Il barone de Enrico Maria Salerno et Richard T. Heffron
- 1998 : Come quando fuori piove de Bruno Gaburro
- 1999 : Turbo d'Antonio Bonifacio
- 2002 : Il commissario d'Alessandro Capone
- 2004 : Le stagioni del cuore d'Antonello Grimaldi
- 2010 : Prima della felicità de Bruno Gaburro
- 2010 : Crimini de Giancarlo De Cataldo